# 1467 en santé et médecine
| Années de la santé et de la médecine : 1464 - 1465 - 1466 - 1467 - 1468 - 1469 - 1470    |
| Décennies de la santé et de la médecine : 1430 - 1440 - 1450 - 1460 - 1470 - 1480 - 1490 |

Cet article présente les faits marquants de l'année 1467 en santé et médecine.

## Événements
- 9 mars : à l'inauguration de l'université de Bourges, fondée en 1463-1464 par le roi Louis XI et le pape Paul III, « les trois médecins sont Simon Surgi, Hugues Dunant, Hugues de Beauregard[1] ».
- 15 juin : Philippe le Bon, duc de Bourgogne, meurt d'« un œdème pulmonaire aigu, [ayant] pour origine une pneumonie sévère du lobe inférieur gauche, responsable d'une possible septicémie, en raison de l'extension locorégionale de l'infection de la rate[2] ».
- Ouverture de la faculté de médecine d'Avignon.
- 1466-1467 : fondation à Lille de l'hôpital Saint-Jean-Baptiste, dit hospice Gantois, du surnom de Jean de la Cambe, son fondateur[3].

## Publication
- Vers 1467 : Bartolomeo Sacchi rédige le De honesta voluptate et valitudine, essai sur  « les enjeux complexes qui opposent le plaisir et la santé[4] ».

## Naissance
- 19 mars : Bartolomeo della Rocca (en), dit « Coclès » (mort en 1504), médecin, physiognomoniste, chiromancien, géomancien et astrologue italien, auteur d'une Chiromantie ac physionomie anastasis (« Renaissance de la chiromancie et de la physiognomonie ») et d'un Physionomie compendium quantum ad partes inter capitis, gulam et collum attinet (« Abrégé de physiognomonie, traitant  de la gorge et du cou tout autant que des parties de la tête[5] »).

## Décès
- 31 juillet : Giovanni Marcanova (né entre 1410 et 1418), professeur de médecine et de philosophie à Padoue et Bologne[6],[7].
- Guillaume de Rocque (né à une date inconnue), licencié en médecine, chargé de diverses fonctions municipales à Lille, médecin fonctionnaire de cette ville[8].

- 1465-1467 : Antonio Bernareggio (né à une date inconnue), médecin au service des ducs de Milan[9].

- 1458 ou 1467 : Antoine Cermisonus (né à une date inconnue), professeur de médecine à Padoue, auteur d'un traité intitulé Consilia medica numero CLIII contra omnes fere aegritudines a capite ad pedes (« Cent cinquante-trois conseils pour le traitement de presque toutes les maladies, depuis la tête jusqu'aux pieds »), eut pour élève Michel Savonarole (1385-1468)[10].